# Coro de cámara de la RIAS
El Coro de cámara de la RIAS (en alemán, RIAS Kammerchor) es un coro de cámara profesional de la RIAS en Berlín, fundada originalmente para música contemporánea, con reputación internacional.

## Historia
El coro de cámara de la RIAS (RIAS Kammerchor, luego llamado RIAS-Kammerchor) fue fundado en 1948 como un coro de la estación de radio RIAS, principalmente para presentar música contemporánea. Además del repertorio estándar, estrenaron muchas obras de compositores contemporáneos. Algunos compositores dedicaron su obra al Coro de cámara de la RIAS. El coro participó en el concierto de apertura de la Philharmonie de Berlín.

## Directores artísticos
- 1948–1954: Herbert Froitzheim
- 1954–1972: Günther Arndt (de:Günther Arndt)
- 1972–1986: Uwe Gronostay (de:Uwe Gronostay)
- 1987–2003: Marcus Creed
- 2003–2006: Daniel Reuss
- desde 2007: Hans-Christoph Rademann (contrato hasta 2015)[2] (de:Hans-Christoph Rademann)